# The Law of the West
Pour le film de Robert N. Bradbury, voir Law of the West (film, 1932).
The Law of the West est un film muet américain réalisé par Thomas H. Ince et sorti en 1912.

## Fiche technique
- Réalisation : Thomas H. Ince
- Date de sortie :  États-Unis : 27 décembre 1912

## Distribution
- Francis Ford
- Ethel Grandin : Beth
- E. H. Allen
- Charles K. French
- Ray Myers
- J. Barney Sherry
- Ann Little